# Thomas Durcan
Thomas Kevin Durcan (ur. 26 sierpnia 1920 w Londynie, zm. 1998 na wyspie Man) – singapurski żeglarz, olimpijczyk.
Wystąpił na Letnich Igrzyskach Olimpijskich 1960 w klasie Dragon, razem z Nedem Holidayem i Jamesem Cookiem. Zajęli 25. miejsce wśród 27 załóg.
Pochodził z Anglii, z zawodu był księgowym. Po starcie w igrzyskach osiedlił się na stałe na wyspie Man.